# Carol City
Carol City är ett område i staden Miami Gardens i Miami-Dade County i Florida i USA. Carol City var tidigare klassat som ett eget samhälle i och med dess status som census-designated place. Carol City hade 61 233 invånare år 2010.